# Граменицкий, Сергей Михайлович
Сергей Михайлович Граменицкий (1859 — ок. 1919) — русский педагог-математик; автор учебников. Отец Д. С. Граменицкого.

## Биография
Родился 6 (18) сентября 1859 года в селе Костерёво Покровского уезда Владимирской губернии. Оставшись сиротой в трёхлетнем возрасте, воспитывался у родственников. Учился во Владимирской духовной семинарии, откуда после окончания 4-го класса в 1877 году поступил на физико-математический факультет Санкт-Петербургского университета.
После окончания университета в 1881 году был назначен в Туркестан на должность учителя математики, физики и естественных наук в Ташкентскую мужскую гимназию. В 1892 году, когда по совету врачей из-за болезни горла Граменицкий был вынужден оставить преподавание, он был назначен инспектором, а с 1900 года директором народных училищ Сыр-Дарьинской области. За время своей работы он избирался почётным мировым судьёй Ташкентского окружного суда, секретарём попечительского комитета при управлении учебными заведениями Туркестанского края, членом Сыр-Дарьинского попечительства о детских приютах.
Широко использовались по всей России составленные Граменицким учебники по арифметике и чтению:
- Руководство арифметики по программе низших классов средних учебных заведений. — Москва: кн. маг. В. Думнова, п./ф. «Насл. бр. Салаевых», 1890. — IV, 162 с.
- Начальная арифметика. — Москва: кн. маг. В. Думнов п/ф. «Насл. бр. Салаевых», 1891. — 111 с. (переиздавалась до 1924 года)
- Сборник задач и примеров для начального обучения арифметике. — 1892
- Систематический сборник арифметических примеров и задач для средних учебных заведений. — Москва: кн. маг. В. Думнов, п./ф. «Насл. бр. Салаевых», 1895. — IV, 152 с.
- «Первая книга для чтения. Пособие для обучения русскому языку в инородческих училищах» (13 изданий — с 1898 по 1915 гг.)
- «Вторая книга для чтения» (8 изданий — с 1898 по 1916 гг.)
- «Третья книга для чтения» (6 изданий — с 1899 по 1912 гг.)[1]

Комплект учебников С. М. Граменицкого на Всемирной выставке в Париже в 1900 году был отмечен серебряной медалью; в 1909 год он получил почётный диплом на Туркестанской сельскохозяйственной выставке. Учебники Граменицкого использовались при составлении первых букварей и книг для чтения на местных языках, в частности, букваря на узбекском языке, составленном на принципе звукового способа преподавания родной грамоты, который в то время широко использовался в Западной Европе для быстрого обучения разговорному языку.
В «Туркестанских ведомостях» и «Среднеазиатской жизни» печатались его статьи, например: «Современные условия воспитания и образования наших детей», «О методах преподавания языков», «О наглядном методе преподавания языков». Граменицкому также принадлежит авторство «Очерка развития народного образования в Туркестанском крае» (Ташкент, 1896. — [2], 89 с., 11 л. диагр., карт.) и статья «О преобразовании средних учебных заведений» (1901).
Граменицкий выступал против использования в Туркестанском крае принципов методики Н. И. Ильминского. В 1907 году специальная комиссия утвердила учебные планы и программы русско-туземных школ с четырёхлетним обучением, а также комплект учебников, который неофициально именовался «энциклопедией» Граменицкого.